# VIII Premis de Cinematografia de la Generalitat de Catalunya
Els VIII Premis de Cinematografia de la Generalitat de Catalunya foren convocats pel Departament de Cultura de la Generalitat de Catalunya el 1990. Aquests premis tenien la doble missió d'estimular la quantitat i abonar la normalització lingüística, a part dels ajuts institucionals que rebien totes les pel·lícules fetes per productores de cinema catalanes. Es van concedir un total de 10 premis amb dotació econòmica, per 10.750.000 pessetes, i tres d'extraordinaris
sense dotació econòmica. A més, es concediren conjuntament els Premis de Videografia de la Generalitat, per tal de fomentar la producció videogràfica en català, amb un total de 4 premis, dotats amb 3.000.000 pessetes.
La cerimònia d'entrega dels premis va tenir lloc, el 29 de gener de 1990, al Saló Gòtic de la Llotja de Mar. Fou presidida per l'aleshores conseller de cultura Joan Guitart.

## Guardons

### Cinematografia
| Categoria | Premiat                                                                     | Premi           |
| --- | --------------------------------------------------------------------------- | --------------- |
| Premi al millor llargmetratge                                                                                | La punyalada de Jordi Grau i Solà                                           | 5.000.000 ptes. |
| Premi al millor curtmetratge                                                                                 | Romàntic d'Aurora Corominas Serra                                           | 1.000.000 ptes. |
| Premi a la distribuïdora que més ha contribuït a la difusió del cinema en català                             | Lauren Films, SA                                                            | 1.000.000 ptes. |
| Premi a la millor sala exhibidora de Catalunya que més ha contribuït a la promoció del cinema en català      | Cinema el Retiro de Sitges                                                  | 1.000.000 ptes. |
| Premi al millor director                                                                                     | Antonio Chavarrías per Una ombra en el jardí                                | 500.000 ptes.   |
| Premi al millor tècnic                                                                                       | Josep Maria Espada i Pié per La punyalada, L'aire d'un crim i Puta misèria! | 500.000 ptes.   |
| Premi al millor actor                                                                                        | Fernando Guillén per La punyalada                                           | 500.000 ptes.   |
| Premi a la millor actriu                                                                                     | Victoria Abril per Aventis (Si te dicen que caí)                            | 500.000 ptes.   |
| Premi a la millor contribució personal o col·lectiva que incrementi el patrimoni cinematogràfic de Catalunya | Joan Francesc de Lasa i Casamitjana                                         | 500.000 ptes.   |
| Premi al cine-club que s'hagi destacat en la seva tasca de formació                                          | Cine Club Lloret                                                            | 250.000 ptes.   |
| Menció especial                                                                                              | Amparo Moreno per Puta misèria!                                             | -               |
| Premi extraordinari                                                                                          | Manuel Huerga i Miquel Iglesias                                             | -               |

### Videografia
| Categoria                                                       | Premiat                           | Premi           |
| --------------------------------------------------------------- | --------------------------------- | --------------- |
| Al productor del millor videograma en català de creació lliure  | Joan Pueyo per El bany            | 1.000.000 ptes. |
| Al productor del millor videograma en català creat per encàrrec | Cinemedia per Català Roca: Apunts | 1.000.000 ptes. |
| Millor realitzador                                              | Joan Pueyo per El bany            | 500.000 ptes.   |
| Millor treball tècnic o artístic                                | Albert Manera per Mogambo         | 500.000 ptes.   |